# María Montez
María Montez, pseudonimo di María Antonia Africa Gracia Vidal de Santo Silas (Santa Cruz de Barahona, 6 giugno 1912 – Suresnes, 7 settembre 1951), è stata un'attrice dominicana attiva a Hollywood negli anni quaranta.

## Biografia
Nacque a Barahona nello stato caraibico della Repubblica Dominicana nel 1912 (o, secondo altre biografie, nel 1915 o 1917), secondogenita di dieci figli, da Regla Teresa María Vidal, dominicana, e da Isidoro Gracia Garcia, Viceconsole Onorario della Spagna (che era originario delle isole spagnole delle Canarie) ed esportatore di legno e tessuti. Fin da bambina fu fortemente attratta dal mondo dello spettacolo e, in particolare, dal cinema. Dalle imitazioni nelle recite scolastiche, il sogno di diventare anche lei un'attrice di Hollywood si tramutò in realtà.
Sposatasi nel 1932 con William McFeeters, banchiere delegato dalla First National City Bank of New York nella Repubblica Dominicana, nel 1939 divorziò dal marito e si trasferì a New York per tentare la fortuna nel mondo della moda. Il suo primo lavoro fu la foto per la copertina di un periodico, che le fruttò un guadagno di 50 dollari.

### Gli esordi a Hollywood
In quel periodo la Montez costruì l'immagine che la renderà famosa negli anni quaranta: recuperando l'accento dominicano, perso dopo il trasferimento negli Stati Uniti, unì look esotico e sensualità. Scelse anche un nome d'arte, María Montez, in onore di Lola Montez, la ballerina preferita dal padre. Mentre cresceva la sua fama come modella, iniziarono i primi contatti con i rappresentanti delle case di produzioni hollywoodiane, prima la RKO e poi la Universal Pictures, con cui stipulò il primo contratto.
Nel 1940 ottenne alcune particine in Lucky Devils di Lew Landers, dove comparve in costume da bagno in un concorso di bellezza, e nel fantascientifico La donna invisibile, diretto da A. Edward Sutherland, dove recitò una sola battuta. Nello stesso anno ottenne finalmente un ruolo da protagonista nel western Boss of Bullion City di Ray Taylor. Per compensare le iniziali difficoltà a raggiungere la notorietà, ebbe l'insolita idea di fondare un proprio fan club, il Montez For Startom Club, composto in gran parte da collezionisti di fotografie di artisti in pose sensuali e, per l'epoca, osé. Una delle poche stelle latine che riuscirono a sfondare a Hollywood, assieme a Lupe Vélez, Carmen Miranda e Dolores del Río, la Montez, anche per sua stessa ammissione, riuscì a superare i limiti recitativi grazie alla sua forte determinazione, alla sua bellezza e alla sua forte carica di sensualità.

### La celebrità

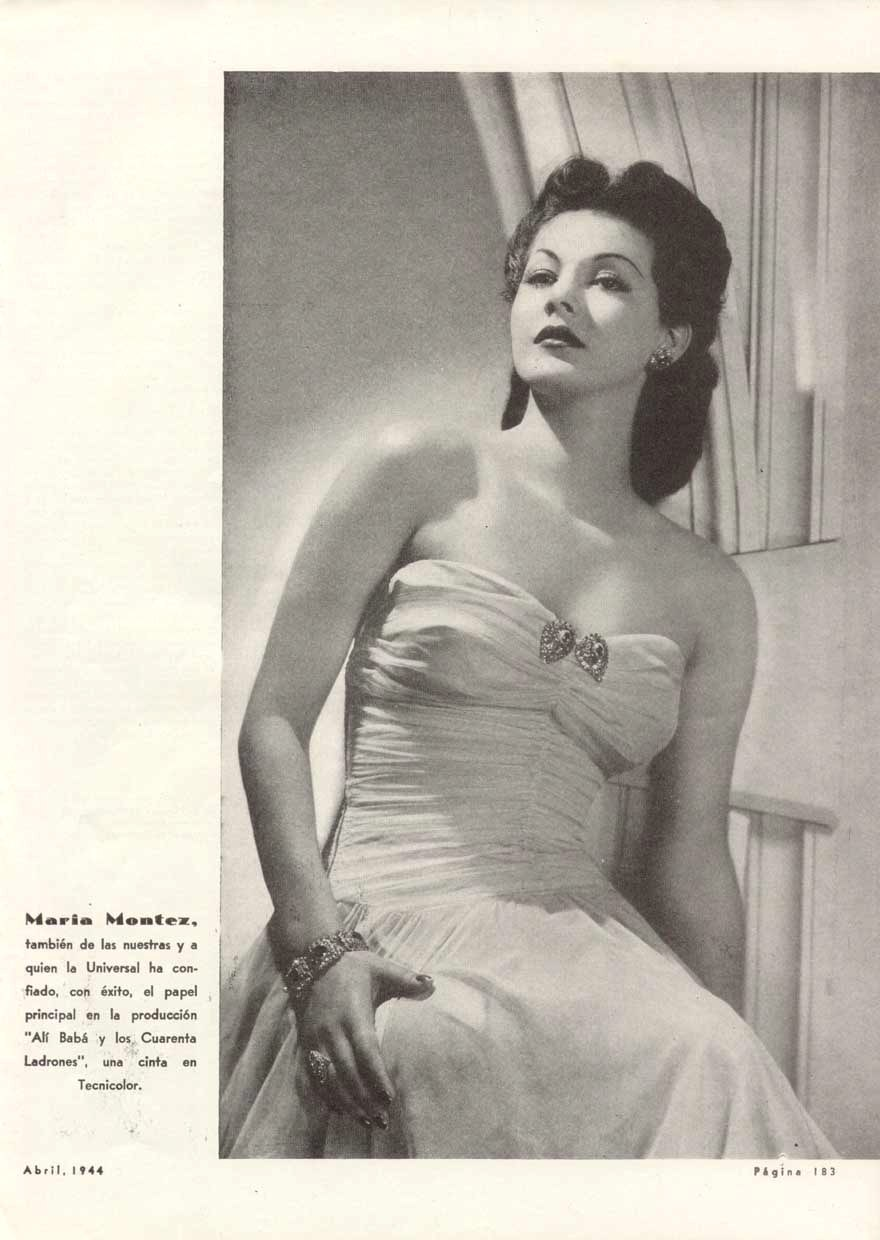
Immagine di Marìa Montez tratta da una rivista cinematografica degli anni quaranta

Nel suo primo film a colori per la 20th Century Fox, Una notte a Rio (1941) di Irving Cummings, apparve accanto a Carmen Miranda, Alice Faye e Don Ameche: ballò una coinvolgente rumba, facendo risaltare i riflessi rossi dei suoi capelli, che il pubblico poteva ammirare per la prima volta in tutta la loro bellezza. Da quel momento nell'immaginario collettivo fu conosciuta come la Regina del Technicolor. Nonostante la scarsa considerazione da parte della Universal, il pubblico, in particolare quello maschile, trovò in Maria Montez una delle favorite tra le pin-up girls, termine usato per designare le artiste le cui fotografie in costume da bagno erano oggetto di collezione. Durante la seconda guerra mondiale, le sue immagini furono tra le più affisse all'interno degli armadietti dei soldati alleati.
In una situazione mondiale post-depressione e con la guerra che stava dilagando in Europa ed in Asia, Hollywood si rivolse al genere definito escapista: ambientazioni esotiche ed orientali, alle volte con trame e sceneggiature dal poco spessore, ma che cercarono in senso psicologico di tradurre l'angoscia del momento in una fuga dai problemi della realtà. Nacquero così diverse pellicole di ambientazione tropicale come A Sud di Tahiti (1941) di George Waggner, dove la Montez è una ragazza bianca che vive in un'isola del Pacifico, Moonlight in Hawaii (1941) e Selvaggia bianca (1943) di Arthur Lubin.
Il fantastico mondo dell'Oriente fu rappresentato in Le mille e una notte (1942) di John Rawlins, in cui la Montez interpretò una magistrale Scheherazade e che fu il primo di una serie di film da lei interpretati al fianco di Jon Hall e Sabu, tra cui Ali Baba e i quaranta ladroni (1944) di Arthur Lubin. In questi ultimi l'attrice apparve in tutta la sua esotica bellezza, valorizzata da conturbanti costumi orientali velati ed attillati. Sempre nel 1944 fu protagonista di Il cobra, di Robert Siodmak, dove ebbe il doppio ruolo di due gemelle: la crudele sacerdotessa Nadja, tirannica sovrana di una tribù di adoratori di serpenti, e Tollea, la nobile e semplice ragazza. Dopo altre due pellicole al fianco di Hall, La carovana dei ribelli (1944) e La schiava del Sudan (1945), apparve, tra gli altri, nel film Re in esilio (1947), diretto da Max Ophüls e interpretato anche da Douglas Fairbanks Jr..
María Montez era una diva ventiquattro ore al giorno e i suoi scatti d'ira erano famosi nell'ambiente degli Studios. Era anche celebre per le sue entrate in scena nei locali pubblici e alle cerimonie. Una volta che uno dei suoi ingressi alla Universal non ebbe l'effetto desiderato, la Montez girò i tacchi e ritornò poco dopo con un nutrito e rumoroso entourage. La vita tempestosa dell'attrice aveva un gran seguito anche da parte dei reporter della stampa, dato che poteva offrire materiale per intere pagine; quando le notizie scarseggiavano, si diceva che i redattori inviassero i giornalisti al grido: «Andate a Beverly Hills e vedete cosa sta facendo la Montez!».

### L'Europa

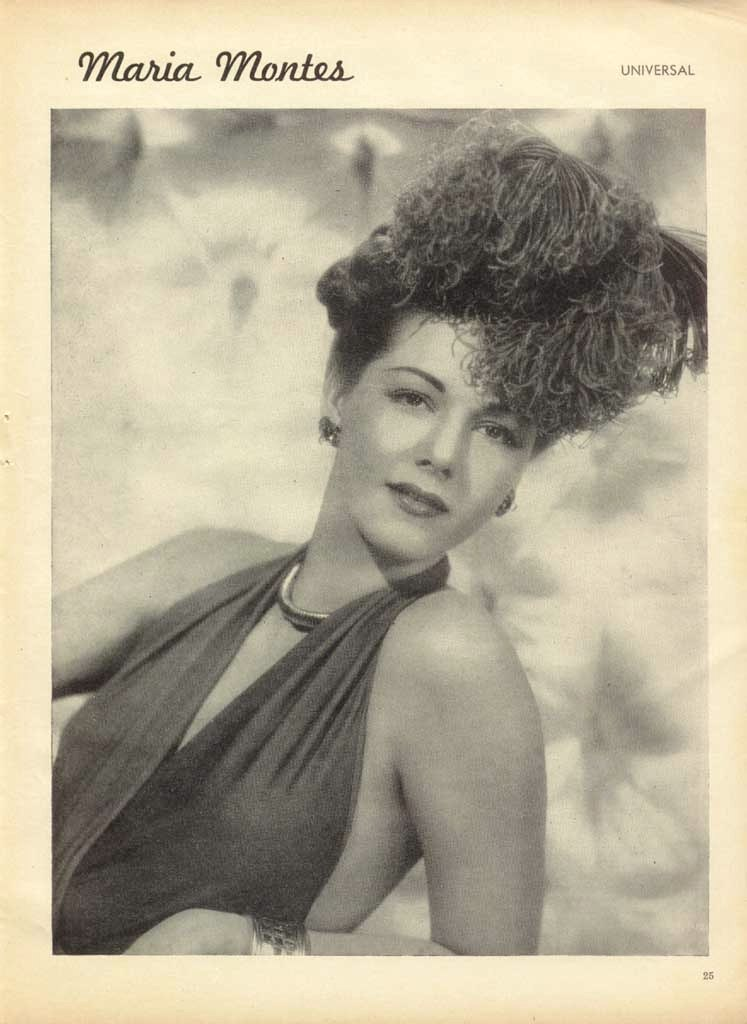
Pubblicità Universal - 1944

I rapporti con la Universal cominciarono a deteriorarsi e, a seguito di contrasti per impegni non rispettati, María Montez decise di trasferirsi in Europa con il secondo marito, l'attore francese Jean-Pierre Aumont, sposato nel 1942, da cui nel 1946 ebbe una figlia, Marie Christine (che sarebbe diventata anche lei attrice con il nome d'arte di Tina Aumont). Ormai finita la guerra, i gusti del pubblico cominciavano a mutare e la stella di Maria Montez pareva destinata ad affievolirsi. Iniziò così per lei una nuova fase di celebrità tutta europea; fu una delle prime star hollywoodiane a sbarcare nel vecchio continente dopo la guerra e, nel 1946, fu invitata con il marito alla prima edizione del Festival di Cannes.
La sua carriera cinematografica continuò in Francia e in Italia con opere drammatiche come  Ritratto di un assassino (1949) di Bernard Roland o in costume come Il ladro di Venezia (1950) di John Brahm, quest'ultimo abbastanza gradito alla critica e che fu un successo di pubblico. Meno significativo invece Amore e sangue (1951), conosciuto anche con il titolo Camorra, per la regia di Marino Girolami, dove interpretava un'improbabile cantante di una taverna napoletana. Al principio del 1951 fece il suo debutto in teatro con il dramma L'Île Heureuse, scritto per lei dal marito.

### La fine
Il 7 settembre 1951, pochi mesi dopo la ripresa dei contatti con Hollywood per un suo possibile ritorno al cinema americano, le sue sorelle Ada e Teresita la trovarono annegata nella vasca da bagno della sua abitazione parigina di Suresnes, presumibilmente colpita da un attacco cardiaco, all'età di soli trentanove anni. Sembra che la sincope fosse dovuta all'abitudine dell'attrice di fare il bagno con temperatura dell'acqua esageratamente calda. Nella Repubblica Dominicana fu proclamato il lutto nazionale e all'attrice venne intitolato il Corso Prolongación del Uruguay. María Montez è sepolta a Parigi, nel cimitero di Montparnasse.

## Influenze culturali e omaggi
- Nel 1996 il nuovo aeroporto internazionale di Santa Cruz de Barahona, la città che diede i natali a Maria Montez, fu intitolato alla sua cittadina più famosa, una stella di prima grandezza che era riuscita per un decennio a rivaleggiare con le grandi attrici hollywoodiane.

## Filmografia
- Boss of Bullion City, regia di Ray Taylor (1940)
- La donna invisibile (The Invisible Woman), regia di A. Edward Sutherland (1940)
- Lucky Devils, regia di Lew Landers (1941)
- Una notte a Rio (That Night in Rio), regia di Irving Cummings (1941)
- Raiders of the Desert, regia di John Rawlins (1941)
- Moonlight in Hawaii, regia di Charles Lamont (1941)
- A sud di Tahiti (South of Tahiti), regia di George Waggner (1941)
- Bombay Clipper, regia di John Rawlins (1942)
- Mystery of Marie Roget, regia di Phil Rosen (1942)
- Gli eroi dell'isola (Pardon My Sarong), regia di Erle C. Kenton (1942)
- Le mille e una notte (Arabian Nights), regia di John Rawlins (1942)
- Selvaggia bianca (White Savage), regia di Arthur Lubin (1943)
- Alì Babà e i quaranta ladroni (Ali Baba and the Forty Thieves), regia di Arthur Lubin (1944)
- La nave della morte (Follow the Boys), regia di A. Edward Sutherland (1944)
- Il cobra (Cobra Woman), regia di Robert Siodmak (1944)
- La carovana dei ribelli (Gypsy Wildcat), regia di Roy William Neill (1944)
- Due gambe... un milione (Bowery to Broadway), regia di Charles Lamont (1944)
- La schiava del Sudan (Sudan), regia di John Rawlins (1945)
- Tangeri città di avventurieri (Tangier), regia di George Waggner (1946)
- Re in esilio (The Exile), regia di Max Ophüls (1947)
- I pirati di Monterey (Pirates of Monterey), regia di Alfred L. Werker (1947)
- L'Atlantide (Siren of Atlantis), regia di Gregg C. Tallas (1949)
- Hans il marinaio (Hans le marin), regia di François Villiers (1948)
- Ritratto di un assassino (Portrait d'un assassin), regia di Bernard-Roland (1949)
- Il ladro di Venezia, regia di John Brahm (1950)
- La vendetta del corsaro, regia di Primo Zeglio (1951)
- Amore e sangue, regia di Marino Girolami (1951)

## Doppiatrici italiane
- Giovanna Scotto in Selvaggia bianca, La schiava del Sudan, La carovana dei ribelli
- Lydia Simoneschi in Il ladro di Venezia, La vendetta del corsaro, Amore e sangue
- Nella Maria Bonora in Le mille e una notte
- Tina Lattanzi in Re in esilio
- Andreina Pagnani in Alì Babà e i 40 ladroni